# Таку
Таку (яп. 多久市 Таку-си) — город в Японии, находящийся в префектуре Сага. Площадь города составляет 96,93 км², население — 20 131 человек (1 августа 2014), плотность населения — 207,69 чел./км².

## Географическое положение
Город расположен на острове Кюсю в префектуре Сага региона Кюсю. С ним граничат города Сага, Оги, Карацу, Имари, Такео и посёлки Омати, Кохоку.

## Население
Население города составляет 20 131 человек (1 августа 2014), а плотность — 207,69 чел./км². Изменение численности населения с 1980 по 2005 годы:
| 1980 | 25 636 чел. |  |
| 1985 | 25 831 чел. |  |
| 1990 | 25 162 чел. |  |
| 1995 | 24 507 чел. |  |
| 2000 | 23 949 чел. |  |
| 2005 | 22 739 чел. |  |

## Символика
Деревом города считается клён, цветком — цветок сливы японской.